# Gordon Bennett (general)
O tenente-general Henry Gordon Bennett  (15 de abril de 1887 - 1 de agosto de 1962) foi um oficial sênior do Exército Australiano que serviu na Primeira Guerra Mundial e na Segunda Guerra Mundial.

## Biografia
Bennett (que sempre foi conhecido como Gordon) nasceu em Balwyn, Melbourne, em 15 de abril de 1887, filho de George Bennett, um professor nascido na África do Sul, e sua esposa nascida na Austrália, Harriet. Ele foi o sexto de nove filhos e frequentou a Balwyn State School, onde seu pai lecionava, e depois o Hawthorn College quando adolescente, tendo recebido uma bolsa de estudos de três anos. Enquanto estava em Hawthorn, ele se saiu bem em matemática e em 1903, aos 16 anos, após completar um exame competitivo, ele foi aceito na AMP Society para treinar como atuário.
Quando a Segunda Guerra Mundial eclodiu em 1939, embora apenas 52, Bennett foi preterido para o comando da Segunda Força Imperial Australiana, a posição indo para o general Thomas Blamey. O Chefe do Estado-Maior General, General Sir Brudenell White, parece ter se oposto a Bennett receber um comando ativo. A. B. Lodge, biógrafo de Bennett, comenta no Australian Dictionary of Biography (ADB): "Por causa de seu temperamento, ele foi considerado inadequado para um comando semi-diplomático e que envolvia subordinação a generais britânicos. Bennett era tão mordaz dos oficiais britânicos como ele era de regulares australianos."